# Dany Verlinden
Dany Verlinden (født 15. august 1963 i Aarschot, Belgien) er en tidligere belgisk fodboldspiller, der spillede som målmand. Han var på klubplan tilknyttet Lierse SK og Club Brugge i hjemlandet. Længst tid tilbragte han hos Club Brugge, hvor han spillede i 16 sæsoner og var med til at vinde fem belgiske mesterskaber.
Verlinden spillede én kamp for det belgiske landshold, og var derudover ofte tilknyttet holdet som reserve. Han var en del af den belgiske trup ved VM i 1994 og VM i 1998.

## Titler
Belgiske Mesterskab
- 1990, 1992, 1996, 1998 og 2003 med Club Brugge

Belgiske pokalturnering
- 1991, 1995, 1996, 2002 og 2004 med Club Brugge

Belgiens Super Cup
- 1988, 1990, 1991, 1992, 1994, 1996, 1998, 2002 og 2003 med Club Brugge